# Медведевка (Хмельницкая область)
Медведевка (укр. Медведівка) — село в Хмельницком районе Хмельницкой области Украины.
Восточнее села берёт начало река Бовенец.
Население по переписи 2001 года составляло 204 человека. Почтовый индекс — 31264. Телефонный код — 3845. Занимает площадь 1,44 км². Код КОАТУУ — 6820980905.

## Местная власть
31256, Хмельницкая обл., Хмельницкий р-н, пгт Войтовцы